# Blaze Away
Blaze Away è il nono album in studio del gruppo musicale britannico Morcheeba, pubblicato il 1º giugno 2018 dall'etichetta discografica indipendente Fly Agaric Records.

## Descrizione
Autoprodotto da Ross Godfrey, Blaze Away ha segnato una svolta nella carriera del gruppo musicale, l'album, infatti, ha rappresentato il ritorno dei Morcheeba dopo cinque anni di silenzio artistico, interrotto solamente dalla parentesi del progetto Skye and Ross: duo musicale nato nel 2014 in sostituzione dei Morcheeba, dalla cantante Skye Edwards e dal chitarrista Ross Godfrey, successivamente all'estromissione dal complesso originario del disc jockey Paul Godfrey, a causa di divergenze artistiche. Il disco, di fatto, è stato il primo album ufficiale della band a non vedere la partecipazione di Paul Godfrey.

Il 19 ottobre 2018 in un'intervista pubblicata dal sito web MusicRadar, Ross Godfrey a proposito della nuova formazione del gruppo, ha affermato:
Questo è il punto in cui la "demo" inizia a diventare una "canzone" quasi finita. Ed è qui che molti dei plug-in che utilizziamo vengono modificati per l'hardware.»

Precedentemente, il 29 maggio 2018 in un'intervista rilasciata sempre da Ross Godfrey al quotidiano del Regno Unito The Daily Telegraph, viene esplicitato che Blaze Away è stato influenzato da numerose correnti musicali desunte da vari periodi storici:

## Promozione
L'annuncio della pubblicazione dell'album risale al 12 marzo 2018, data in cui il gruppo musicale, attraverso le proprie reti sociali, ha rivelato il titolo e la copertina del nuovo progetto discografico. La promozione del disco, tuttavia, era già iniziata il 9 marzo con la pubblicazione del primo singolo intitolato Never Undo. Il 27 aprile viene lanciato sul mercato il singolo Blaze Away che vede la partecipazione vocale del rapper britannico Roots Manuva. Come terzo ed ultimo singolo è stato estratto il brano It's Summertime a partire dal 25 maggio, anticipando la pubblicazione dell'album.

## Tracce
Testi e musiche di Skye Edwards e Ross Godfrey, eccetto dove indicato.
1. Never Undo – 3:45
2. Blaze Away (feat. Roots Manuva) – 4:04 (Skye Edwards, Rodney Smith, Alex Watson, Ross Godfrey)
3. Love Dub – 3:49
4. It's Summertime – 3:38 (Skye Edwards, Kurt Wagner, Ross Godfrey)
5. Sweet L.A. – 2:41 (Skye Edwards, Costandia Costi, Ross Godfrey)
6. Paris sur Mer (feat. Benjamin Biolay) – 4:33 (Skye Edwards, Benjamin Biolay, Ross Godfrey)
7. Find Another Way – 3:30
8. Set Your Sails – 3:27
9. Free of Debris – 1:03
10. Mezcal Dream (feat. Amanda Zamolo) – 4:45

Tracce bonus nell'edizione deluxe
Testi e musiche di Skye Edwards e Ross Godfrey, eccetto dove indicato.
1. Free of Debris (Kelpe Remix) – 5:14
2. Mezcal Dream (Brecon Remix) (feat. Amanda Zamolo) – 5:49
3. Find Another Way (Djrum Remix) – 6:15
4. Blaze Away (Throwing Snow Remix) (feat. Roots Manuva) – 3:23 (Skye Edwards, Rodney Smith, Alex Watson, Ross Godfrey)
5. Set Your Sails (FaltyDL Remix) – 4:00
6. Never Undo (Yimino Remix) – 4:44
7. Free of Debris (Folamour Remix) – 4:40
8. Sweet L.A. (Da Lata Remix) – 2:58 (Skye Edwards, Costandia Costi, Ross Godfrey)
9. Love Dub (Merther Hum Remix) – 3:44
10. Blaze Away (Gilligan Moss Remix) (feat. Roots Manuva) – 5:10 (Skye Edwards, Rodney Smith, Alex Watson, Ross Godfrey)
11. It's Summertime (Little Mountain Remix) – 3:39 (Skye Edwards, Kurt Wagner, Ross Godfrey)
12. It's Summertime (Lindstrom & Prins Thomas Remix) – 8:00 (Skye Edwards, Kurt Wagner, Ross Godfrey)

## Formazione
Gruppo
- Skye Edwards – voce
- Ross Godfrey – chitarra, tastiera, sintetizzatore, basso, organo, clavinet, xilofono, beats

Altri musicisti
- Darren Heelis – sintetizzatore, beats (traccia 1, 4, 7, 8)
- Robert Logan – beats (traccia 1, 4, 8)
- Amanda Zamolo – coro (traccia 1), voce aggiuntiva (traccia 10)
- Joega McKenna Grordon  – coro (traccia 2), batteria (traccia 3, 7)
- Ben Cowen – coro (traccia 2), tastiera (traccia 5, 7)
- Richard Milner – organo (traccia 2, 6), tastiera (traccia 10)
- Steve Gordon – coro (traccia 2), basso (traccia 7)
- Dave Hake – tromba, flicorni (traccia 3)
- Chris Peter – trombone (traccia 3)
- Benjamin Biolay – voce aggiuntiva, pianoforte (traccia 6)
- Roots Manuva – voce aggiuntiva (traccia 2)
- Kiki McKenna Grordon – coro (traccia 5)

Produzione
- Ross Godfrey – produzione
- Darren Heelis – missaggio
- Mike Marsh – mastering
- Jules Gulon – assistenza al mastering
- Pat Collier – ingegneria del suono
- Sylvain Mercier – ingegneria del suono
- Guillaume Panloup – assistenza all'ingegneria del suono

## Classifiche
| Classifica (2018)                     | Posizione massima |
| ------------------------------------- | ----------------- |
| Belgio (Vallonia)                     | 83                |
| Francia                               | 71                |
| Germania                              | 73                |
| Stati Uniti (Dance/Electronic Albums) | 5                 |
| Svizzera                              | 16                |